# Plectromerus pseudoexis
Plectromerus pseudoexis là một loài bọ cánh cứng trong họ Cerambycidae.